# Прапор Кюрасао
Прапор Кюрасао — затверджений 2 липня 1984 року. До 9 жовтня 2010 року острів входив до складу Нідерландських Антильських островів. Після того, як Нідерландські Антильські острови були фактично розформовані, острів став незалежною країною у складі Королівства Нідерланди.

## Опис
Верхня смуга на прапорі означає небо, а нижня — Карибське море. Синій колір означає також остров'ян рідній землі.
Жовта смуга символізує сяйво тропічного сонця над островом, його мальовничу природу і життєрадісний характер остров'ян.
Дві білі зірки — символи миру і щастя. Іноді зірки неофіційно позначають острів Кюрасао і розташований поруч маленький безлюдний острів Малий Кюрасао.